# Centro Cultural José Bonifácio

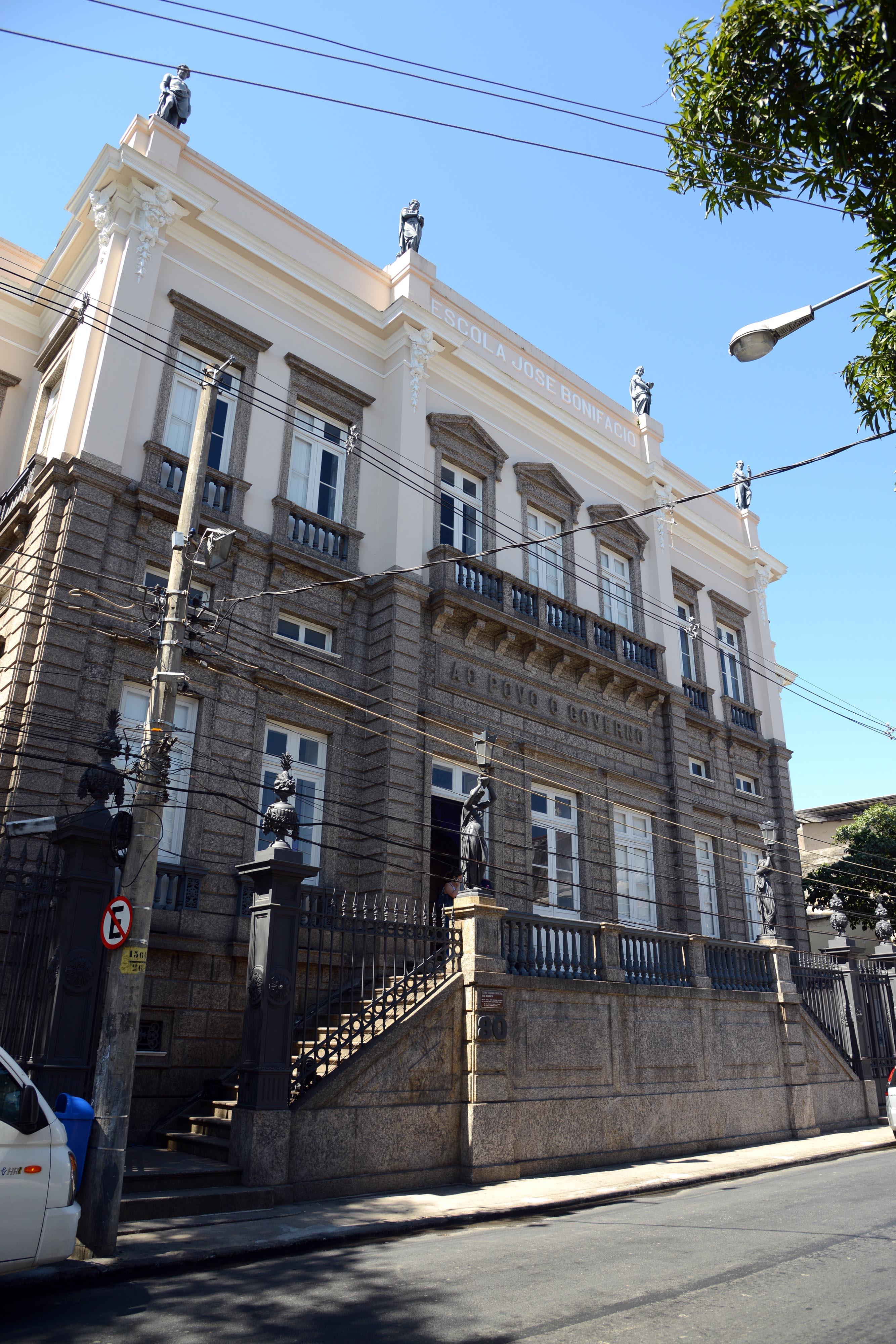
Fachada do Centro Cultural José Bonifácio vista da Rua Pedro Ernesto.

O Centro Cultural José Bonifácio (CCJB) é um centro cultural situado no bairro da Gamboa, na Zona Central da cidade do Rio de Janeiro. Instalado em uma construção do século XIX, localiza-se no cruzamento da Rua Pedro Ernesto com a Rua João Alvares. Integra o Circuito Histórico e Arqueológico de Celebração da Herança Africana, criado com o objetivo de preservar a memória africana na cidade.
Com investimentos de R$ 3,8 milhões em restauração, o centro foi reinaugurado em 20 de novembro de 2013, Dia da Consciência Negra, pelo prefeito Eduardo Paes. O palacete, fundado em 1877 por Dom Pedro II, foi restaurado pelo programa Porto Maravilha Cultural, responsável pela recuperação do patrimônio artístico, histórico e cultural da Zona Portuária do Rio de Janeiro.
O centro cultural é composto por uma área de 2.356 m², dividida em três pavimentos e 18 salas de usos diversos. No térreo, está instalada a área técnica e alguns banheiros. Já no primeiro pavimento, situam-se: um espaço de exposição para arqueologia, que abriga alguns achados do Cais do Valongo; uma biblioteca com acervo qualificado nas temáticas africana e afro-brasileira; uma livraria especializada; um minicentro de convenções; e a administração do CCJB.
O espaço possui uso múltiplo, abrigando atividades tanto acadêmicas quanto pedagógicas e artístico-culturais referentes à influência africana na formação social brasileira. Abriga uma exposição permanente de objetos encontrados durante as escavações e obras no âmbito da Porto Maravilha. Pulseiras, cachimbos e amuletos são alguns dos objetos expostos.
O centro recebeu esse seu em homenagem a José Bonifácio de Andrada e Silva, que foi um naturalista, estadista e poeta brasileiro. José Bonifácio foi uma pessoa decisiva para a consolidação da Independência do Brasil, e por isso é conhecido pelo epíteto de "Patriarca da Independência".

## História

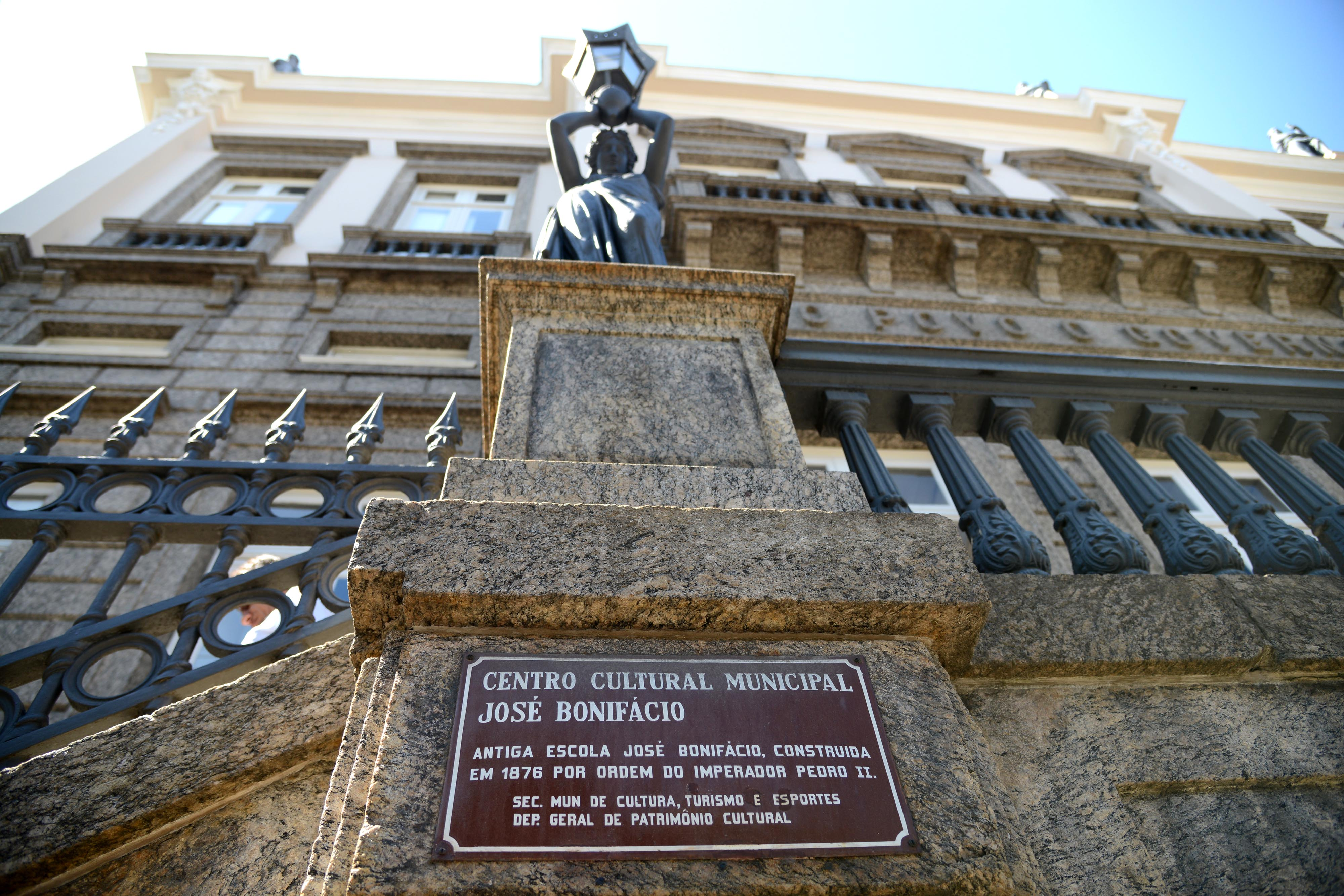
Fachada do palacete que abriga o centro cultural.

O palacete onde hoje funciona o Centro Cultural José Bonifácio, situado na Rua Pedro Ernesto, foi inaugurado em 1877 por Dom Pedro II. Nele, funcionou até 1966 a Escola José Bonifácio, a primeira escola primária da América Latina, cujo nome oficial era Escola Pública Primária da Freguesia de Santa Rita. Em março de 1977, o palacete passou a sediar a Biblioteca Popular Municipal da Gamboa. No ano de 1986, a biblioteca foi transformada em centro cultural, passando a ser denominada Centro Cultural José Bonifácio. Em 1994, o centro passou por uma ampla reforma, na qual foram instaladas esculturas de inspiração africana.

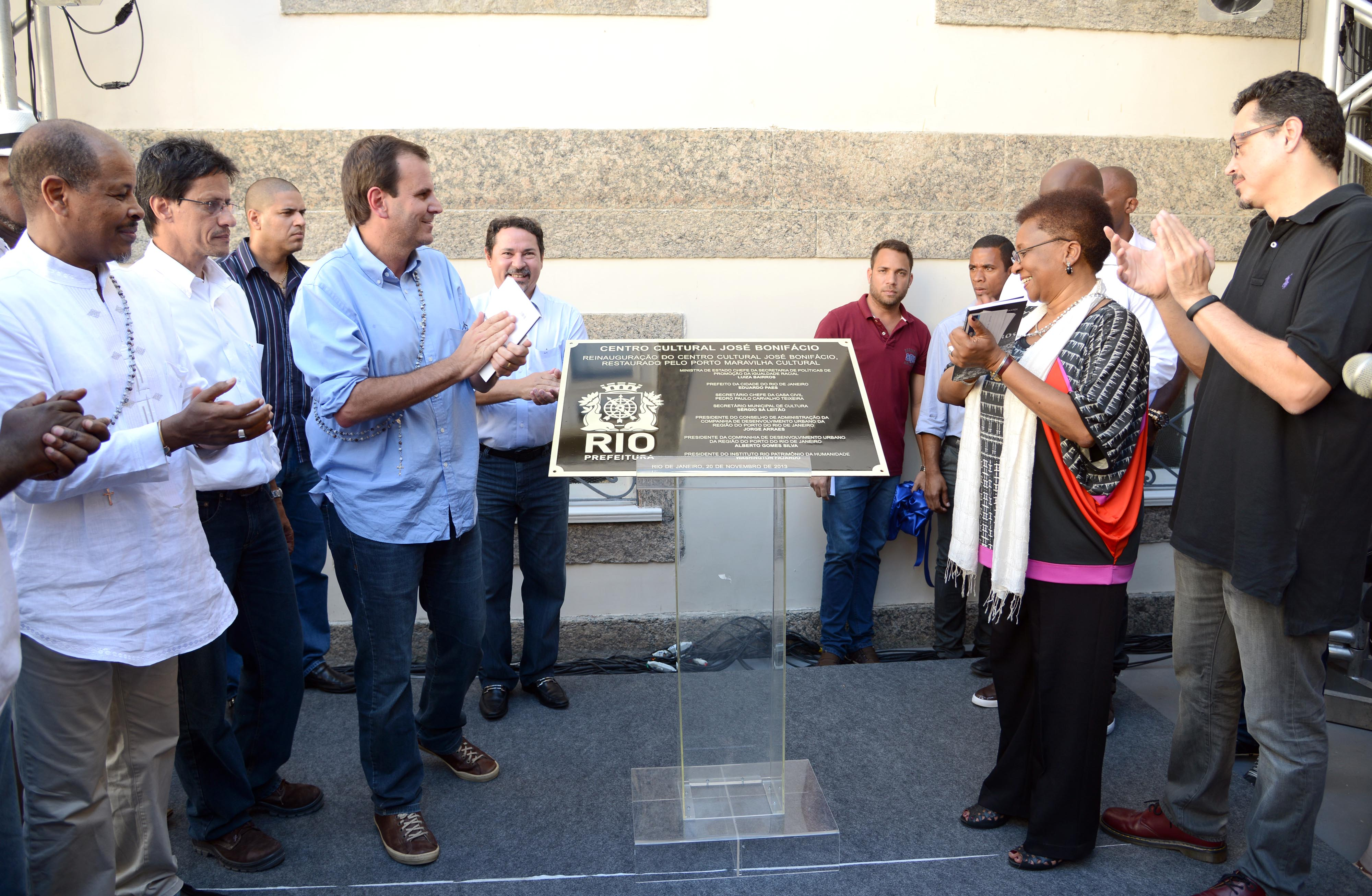
Prefeito Eduardo Paes durante a reinauguração do Centro Cultural José Bonifácio, em 2013.

No dia 16 de novembro de 2011, na parte da manhã, o prefeito Eduardo Paes deu início às obras de restauração do CCJB. Treze dias depois, a fim de socializar diversos sítios arqueológicos existentes nos bairros da Gamboa e da Saúde, foi criado o Circuito Histórico e Arqueológico de Celebração da Herança Africana por meio do Decreto Municipal Nº 34.803. O circuito engloba, além do Centro Cultural José Bonifácio, o Cais do Valongo, o Cemitério dos Pretos Novos e outros pontos de interesse próximos.
Durante a nova reforma, foram preservados diversos componentes do palacete, tais como: as esculturas da fachada frontal; a deslumbrante escada na entrada, toda em madeira nobre e com dois dragões esculpidos em sua base; o pátio arborizado; e lindos painéis de azulejos pintados com mapas que mostram as transformações pelas quais a Zona Portuária do Rio de Janeiro passou através das décadas. A reforma também incluiu incluiu itens de acessibilidade, como elevadores e rampas.
Dois anos depois, em 20 de novembro de 2013, o Centro Cultural José Bonifácio foi reinaugurado pelo prefeito Eduardo Paes. Para a restauração do centro, foram investidos R$ 3,8 milhões por meio do programa Porto Maravilha Cultural, que destina 3% da venda dos CEPACs vinculados à operação urbana Porto Maravilha à recuperação do patrimônio artístico, histórico e cultural dos bairros que compõem a Zona Portuária do Rio de Janeiro. O centro é coordenado pela Companhia de Desenvolvimento Urbano da Região do Porto do Rio de Janeiro (CDURP) em parceria com a Secretaria Municipal de Cultura e o Instituto Rio Patrimônio da Humanidade (IRPH).